# Ірена Кряузайте
Ірена Кряузайте (лит. Irena Kriauzaitė; нар. 4 квітня 1952, Шакяй, Литовська РСР, СРСР) — литовська акторка театру, кіно та телебачення.

## Життєпис
Ірена Кряузайте народилася 4 квітня 1952 року в Шакяй. У 1975 році закінчила Литовську консерваторію, курс Далі Тамулявічюте.
Працювала акторкою Вільнюського молодого театру з 1975 до 2002 року.
Викладала у Литовській академії музика та театру, у місті Висагінас керувала дитячою театральною студією.

## Особисте життя
Була одружена з литовським актором Антанасом Шурною.

## Фільмографія
| Рік  |   | Українська назва                   | Оригінальна назва           | Роль                                      |
| ---- | - | ---------------------------------- | --------------------------- | ----------------------------------------- |
| 2018 | с | Спадкоємиця                        | Paveldėtoja                 | Лайма Мейлене                             |
| 2001 | с | Вальс долі                         | Likimo valsas               | Нійоле                                    |
| 2000 | ф | Ельза з Гілії                      | Elze's Life/Elze is Gilijos | жінка на пристані                         |
| 1988 | ф | Коріння трави                      | Žolės šaknys                | панянка Брукшдваріс                       |
| 1988 | ф | 13-й апостол                       | 13-й апостол                | матір                                     |
| 1982 | ф | Багач, бідняк...                   | Turtuolis, vargšas          | Мері-Джейн Гекетт, подруга Гретхен Джорді |
| 1981 | ф | Медовий місяць в Америці           | Medaus mėnuo Amerikoje      | епізодична роль                           |
| 1981 | ф | Особисте життя директора           | Личная жизнь директора      | пасажирка літака (немає у титрах)         |
| 1981 | ф | Краплі дощу                        | Lietaus lašai               | медсестра                                 |
| 1980 | ф | Блукаючі вогники                   | Žaltvykslės                 | Скорбота                                  |
| 1979 | ф | Готель «Біля загиблого альпініста» | «Hukkunud Alpinisti» hotell | пані Мозес                                |
| 1976 | ф | Пригоди Калле-нишпорки             | Seklio Kalio nuotykiai      | епізодична роль                           |